# Bloom (альбом)
Bloom — второй студийный альбом австралийского певца Троя Сивана, выпущенный 31 августа 2018 года лейблами EMI Music Australia и Capitol Records. Лонгплей является концептуальным продолжением дебютной работы Blue Neighbourhood, выпущенной в 2015 году; также в записи лонгплея приняли участие певицы Горди и Ариана Гранде.
С альбома было выпущено пять синглов «My My My!», «The Good Side», «Bloom», «Dance to This» и «Animal».
Альбом получил три номинации в категориях Альбом года, Лучший певец и Лучший выпуск в жанре поп-музыки на 32-й ежегодной церемонии ARIA Music Awards.

## Отзывы
| Совокупная оценка    | Совокупная оценка |
| Источник             | Оценка            |
| -------------------- | ----------------- |
| Metacritic           | 85/100            |
| Оценки критиков      |                   |
| Источник             | Оценка            |
| AllMusic             | [ 5 ]             |
| The A.V. Club        | B                 |
| The Guardian         | [ 7 ]             |
| The Independent      | [ 8 ]             |
| The Line of Best Fit | 9/10              |
| NME                  | [ 10 ]            |
| Pitchfork            | 7.5/10            |
| Rolling Stone        | [ 12 ]            |
| Slant Magazine       | [ 13 ]            |
| Q                    | [ 14 ]            |

По версии сайта Metacritic альбом получил 85 баллов из ста возможных на основании 15-ти рецензий в СМИ, что означает «всеобщее признание критиков». Поставив наивысшую оценку альбому, Дуглас Гринвуд, музыкальный критик из онлайн издания The Independent, писал: «Не так уж и просто сделать идеальный поп-альбом, но Трой Сиван — звезда, которая справилась с домашним заданием. Bloom — шаг от старого поп-звучания к современности, который может превратить его внимательного создателя в один из самых легендарных и зрелищных талантов мейнстрима».
Нейл З. Йен из AllMusic отметил, что «Bloom — недвусмысленное заявление Троя, ясно выражающее его намерение праздновать взлёты и падения однополой любви глазами амбициозной поп-звезды в процессе своего становления». Анни Залески с сайта The A.V. Club поделилась мнением, что «красота и сюрпризы альбома Bloom раскрываются постепенно».
Алексис Петридис в обзоре для британской газеты The Guardian отметил, что «альбом производит своеобразный эффект», пояснив: «Bloom логически завершён и вычищен в чётких 35 минутах — в той точке времени, когда большинство альбомов в жанре поп-музыки только подходят к своей медиане — и это вызывает ощущение целостности, которого добился артист, выпустив органически связанный альбом, а не сборник песен для широкой потребительской аудитории». Бриттани Спанос для журнала Rolling Stone: «Даже не учитывая звёздный статус, который оправдывает отказ звезды от раскрытия гетеросюжетных линий в любовных историях, Трой Сиван с неоспоримой харизмой находит множество способов вызвать свежие размышления на вековые темы». Клэр Биддлс, писатель из британского онлайн журнала The Line of Best Fit, сказала: «Bloom — исключительный альбом в жанре поп-музыки, но что ещё более важно, это ориентир для людей со свободными взглядами, которые пытаются примирить социальные и личностные неврозы общества со способностью любить и быть счастливыми».

### Рейтинги по итогам года
| Источник        | Категория                        | Место |
| --------------- | -------------------------------- | ----- |
| Clash           | 40 лучших альбомов 2018 года     | 29    |
| The Guardian    | 50 лучших альбомов 2018 года     | 37    |
| The Independent | 40 лучших альбомов 2018 года     | 12    |
| NME             | Альбомы 2018 года                | 29    |
| Paper           | 20 лучших альбомов 2018 года     | 14    |
| Rolling Stone   | 20 лучших поп-альбомов 2018 года | 7     |
| Slant           | 25 лучших альбомов 2018 года     | 4     |
| Time            | 10 лучших альбомов 2018 года     | 7     |
| USA Today       | Лучшие альбомы 2018 года         | —     |

## Список композиций
| №                   | Название                                    | Автор(ы)                                                               | Продюсер(ы)                                                                   | Длительность |
| ------------------- | ------------------------------------------- | ---------------------------------------------------------------------- | ----------------------------------------------------------------------------- | ------------ |
| 1.                  | «Seventeen»                                 | Трой Сиван Бретт Маклафлин [англ.] Александра Хьюз Брэм Инкор          | Инкор Маклафлин [c]                                                           | 3:38         |
| 2.                  | «My My My!»                                 | Сиван Маклафлин Оскар Гёррес [англ.] Джеймс Алан Галеб                 | Гёррес                                                                        | 3:25         |
| 3.                  | «The Good Side»                             | Сиван Маклафлин Инкор Хьюз Джек Лейтем [англ.] Ариэль Рэхтшайд [англ.] | Рэхтшайд Инкор Джек Лейтем [англ.] [b] Маклафлин [c]                          | 4:29         |
| 4.                  | «Bloom»                                     | Сиван Маклафлин Оскар Хольтер [англ.] Питер Свенсон                    | Хольтер                                                                       | 3:42         |
| 5.                  | «Postcard» (при участии Горди)              | Сиван Маклафлин Софи Пэйтен                                            | Инкор Маклафлин [c]                                                           | 3:36         |
| 6.                  | «Dance to This» (при участии Арианы Гранде) | Сиван Маклафлин Хольтер Нуни Бао                                       | Хольтер                                                                       | 3:51         |
| 7.                  | «Plum»                                      | Сиван Маклафлин Гёррес Галеб Хьюз                                      | Гёррес                                                                        | 3:06         |
| 8.                  | «What a Heavenly Way to Die»                | Сиван Маклафлин Инкор Хьюз                                             | Инкор Маклафлин [c]                                                           | 3:07         |
| 9.                  | «Lucky Strike»                              | Сиван Алекс Хоуп [англ.]                                               | Хоуп                                                                          | 3:28         |
| 10.                 | «Animal»                                    | Сиван Маклафлин Инкор Хьюз Рэхтшайд Лейтем Джозайя Шерман              | Рэхтшайд Инкор [a] Бадди Росс [a] Jam City [a] Leland [b] [c] Бобби Крлик [b] | 4:25         |
| Общая длительность: | Общая длительность:                         | Общая длительность:                                                    | Общая длительность:                                                           | 36:47        |

| №                   | Название            | Автор(ы)                                    | Продюсер(ы)         | Длительность |
| ------------------- | ------------------- | ------------------------------------------- | ------------------- | ------------ |
| 11.                 | «This This»         | Сиван Маклафлин Инкор Хьюз                  | Инкор               | 3:33         |
| 12.                 | «Running Shoes»     | Сиван Маклафлин Майкл Узоуру Джефф Клейнман | Узоуру Клейнман     | 3:14         |
| Общая длительность: | Общая длительность: | Общая длительность:                         | Общая длительность: | 43:34        |

| №                   | Название              | Длительность |
| ------------------- | --------------------- | ------------ |
| 6.                  | «Seventeen (Reprise)» | 1:11         |
| Общая длительность: | Общая длительность:   | 37:58        |

| №                   | Название                                    | Автор(ы)                                                               | Продюсер(ы)                                                                   | Длительность |
| ------------------- | ------------------------------------------- | ---------------------------------------------------------------------- | ----------------------------------------------------------------------------- | ------------ |
| 1.                  | «My My My!»                                 | Сиван Маклафлин Оскар Гёррес [англ.] Джеймс Алан Галеб                 | Гёррес                                                                        | 3:25         |
| 2.                  | «Bloom»                                     | Сиван Маклафлин Оскар Хольтер [англ.] Питер Свенсон                    | Хольтер                                                                       | 3:42         |
| 3.                  | «Lucky Strike»                              | Сиван Алекс Хоуп [англ.]                                               | Хоуп                                                                          | 3:28         |
| 4.                  | «Seventeen»                                 | Трой Сиван Бретт Маклафлин [англ.] Александра Хьюз Брэм Инкор          | Инкор Маклафлин [c]                                                           | 3:38         |
| 5.                  | «The Good Side»                             | Сиван Маклафлин Инкор Хьюз Джек Лейтем [англ.] Ариэль Рэхтшайд [англ.] | Рэхтшайд Инкор Джек Лейтем [англ.] [b] Маклафлин [c]                          | 4:29         |
| 6.                  | «Dance to This» (при участии Арианы Гранде) | Сиван Маклафлин Хольтер Нуни Бао                                       | Хольтер                                                                       | 3:51         |
| 7.                  | «Plum»                                      | Сиван Маклафлин Гёррес Галеб Хьюз                                      | Гёррес                                                                        | 3:06         |
| 8.                  | «Postcard» (при участии Горди)              | Сиван Маклафлин Софи Пэйтен                                            | Инкор Маклафлин [c]                                                           | 3:36         |
| 9.                  | «What a Heavenly Way to Die»                | Сиван Маклафлин Инкор Хьюз                                             | Инкор Маклафлин [c]                                                           | 3:07         |
| 10.                 | «Animal»                                    | Сиван Маклафлин Инкор Хьюз Рэхтшайд Лейтем Джозайя Шерман              | Рэхтшайд Инкор [a] Бадди Росс [a] Jam City [a] Leland [b] [c] Бобби Крлик [b] | 4:25         |
| Общая длительность: | Общая длительность:                         | Общая длительность:                                                    | Общая длительность:                                                           | 36:47        |

Примечания
- [a] обозначает сопродюсера
- [b] обозначает дополнительного продюсера
- [c] обозначает продюсера по вокалу

## Чарты
| Чарт (2018)                         | Высшее место |
| ----------------------------------- | ------------ |
| Австралия (ARIA)                    | 3            |
| Австрия (Ö3 Austria)                | 25           |
| Бельгия/Фландрия (Ultratop)         | 10           |
| Бельгия/Валлония (Ultratop)         | 34           |
| Канада (Canadian Albums Chart)      | 13           |
| Чехия (ČNS IFPI)                    | 6            |
| Дания (Hitlisten)                   | 21           |
| Нидерланды (Album Top 100)          | 16           |
| Финляндия (Suomen virallinen lista) | 14           |
| Германия (Offizielle Top 100)       | 35           |
| Ирландия (IRMA)                     | 7            |
| Италия (Classifica album)           | 31           |
| Japanese Albums (Oricon)            | 118          |
| Норвегия (VG-lista)                 | 11           |
| Польша (ZPAV)                       | 15           |
| Португалия (AFP)                    | 20           |
| Шотландия (Scottish Albums Chart)   | 12           |
| South Korean Albums (Gaon)          | 21           |
| Испания (PROMUSICAE)                | 13           |
| Швеция (Sverigetopplistan)          | 15           |
| Швейцария (Schweizer Hitparade)     | 19           |
| Великобритания (UK Albums Chart)    | 10           |
| US Billboard 200                    | 4            |

| Чарт (2018)              | Место |
| ------------------------ | ----- |
| Australian Albums (ARIA) | 97    |

## Хронология выпуска
| Страна | Дата            | Версия                   | Формат                                      | Лейбл                 |
| ------ | --------------- | ------------------------ | ------------------------------------------- | --------------------- |
| Мир    | 31 августа 2018 | Standart                 | Цифровой контент Компакт-диск Грампластинка | EMI Music Australia   |
| США    | 31 августа 2018 | Urban Outfitters limited | Грампластинка                               | Capitol Records       |
| США    | 31 августа 2018 | Target exclusive         | Компакт-диск                                | Capitol Records       |
| Япония | 31 августа 2018 | Japan deluxe             | Компакт-диск                                | Universal Music Japan |